# Folke Heybroek

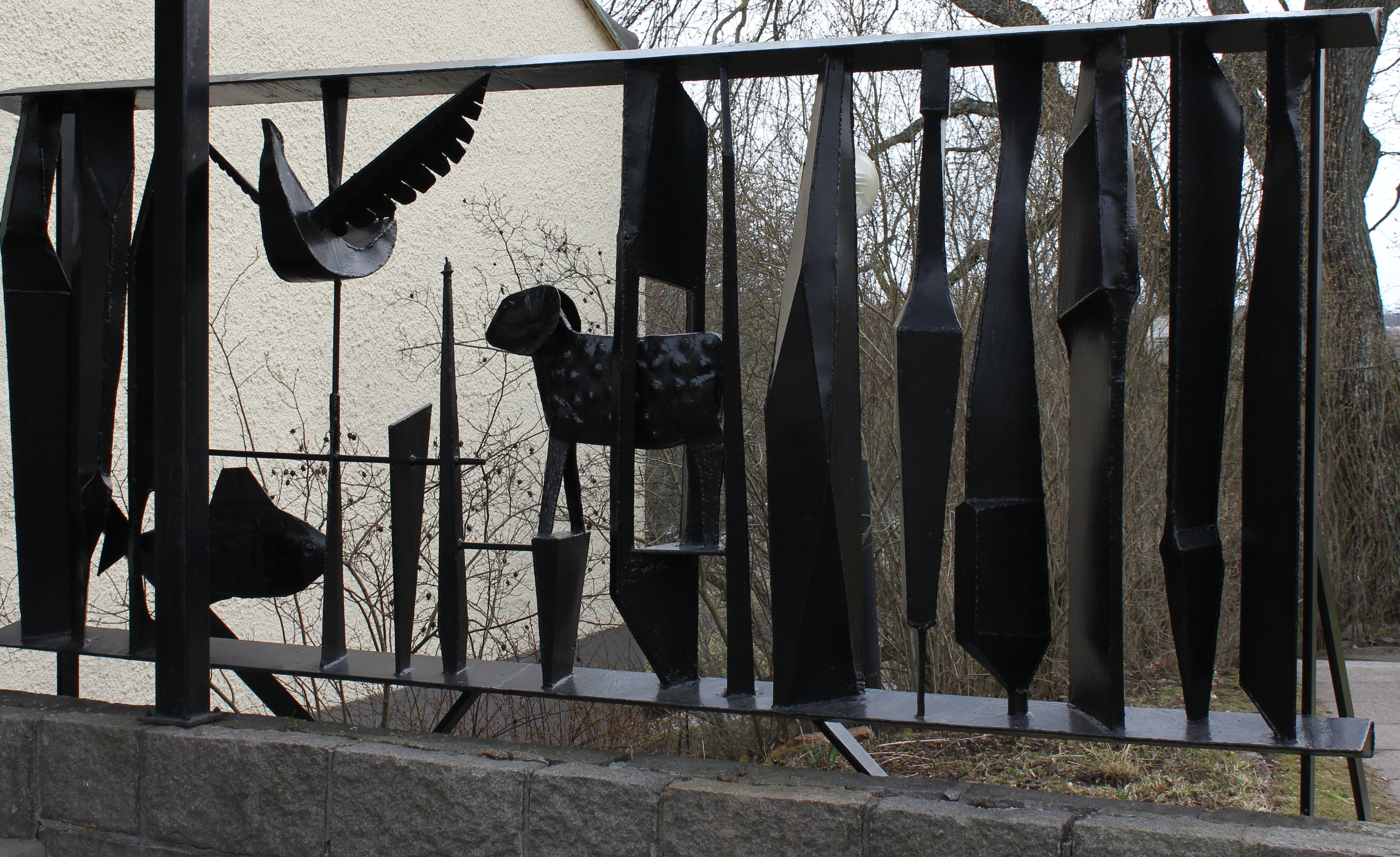
Räcke i järnsmide vid entrén till Brännkyrka församlingshem

Folke Heybroek, född 2 september 1913 i Amsterdam i Nederländerna, död i februari 1983, var en nederländsk-svensk målare, grafiker, skulptör och  konsthantverkare.
Folke Heybroek växte upp i Hilversum i Nederländerna. Han vantrivdes i skolan och hade tidigt en önskan att bli målare. År 1933 var han elev hos Gustav Röhling i ett år. Mellan åren 1934 och 1938 studerade han vid Rijksakademie van Beeldende Kunsten i Amsterdam under Heinrich Campendonk. Våren 1938 åkte han till Bönhamn i Höga kusten i Ångermanland för att måla. Där träffade han Brita Horn som var i Bönhamn i samma syfte. De gifte sig den 19 januari 1939.
Folke Heybroek har utfört över 500 verk, varav flera i svenska officiella byggnader. Han arbetade med olika tekniker och producerade bland annat oljemålningar, litografier, skulpturer samt glas-, keramik- och textilkonstverk. Hans verk finns på bland andra Carlsbergs bryggerier i Falkenberg, tingshuset i Sala, SSAB:s fabrik vid Domnarvet, kyrkor i Ånge, Östersund, Hörken och Aspeboda, samt vid skolor i Lerum, Kalix och Uppsala.

### Webbkällor
- folkeheybroek.com
- Vicki Delfos, My Genealogy Home Page: Folke M. Heybroek